# Đảng đã cho ta một mùa xuân
"Đảng đã cho ta một mùa xuân", tên gốc là "Đảng đã cho ta cả một mùa xuân" là một bài hát của nhạc sĩ Phạm Tuyên ra đời vào năm 1960, tròn 30 năm kể từ ngày Đảng cộng sản Việt Nam thành lập, trong bối cảnh miền Bắc thi đua lao động sản xuất và đấu tranh giải phóng miền Nam. Tác phẩm ra đời chỉ ba ngày khi Sở Văn hóa Hà Nội (nay là Sở Văn hóa và Thể thao) mở đợt sáng tác ca khúc mới trong khí thế mùa xuân Canh Tý.

Nhạc sĩ chia sẻ rằng: 
Khi ấy tôi đang học trên Việt Bắc, vô tình đọc được một số tài liệu bằng tiếng Pháp, trong đó có câu thơ rất cảm động: "Chủ nghĩa cộng sản là mùa xuân của nhân loại". Lời thơ ấy cộng với số phận của con người quả cảm đã chạm vào trái tim tôi và tôi đã viết "Đảng đã cho ta một mùa xuân" ngay sau đó. Với suy nghĩ của một thanh niên, tôi đã nhủ rằng nên viết một ca khúc về Đảng gắn với mùa xuân mới, bởi lẽ có Đảng mới có mùa xuân hoà bình, ấm áp như hôm nay. Cũng với tâm lý của một người trẻ, khi sáng tác, tôi muốn thể hiện ca khúc bằng nhịp điệu trẻ trung và lãng mạn. Tôi đã "phá cách", không viết bài hát theo nhịp 2/4 thông thường mà chọn nhịp 3/4 với tiết tấu có phần bay bổng hơn. Khi ca khúc được chính thức phát trên Đài Tiếng nói Việt Nam, rất nhiều người nói rằng "Đảng đã cho ta một mùa xuân" có nhịp điệu rất tươi trẻ, như là lời chúc Tết vậy.
Ca khúc được thu thanh và phát sóng lần đầu trên Đài Tiếng nói Việt Nam vào Tết Canh Tý năm 1960.
Có chuyện kể rằng hồi ở Trường Sơn, có một đại đội được đoàn văn công hỏa tuyến đến phục vụ. Trong buổi hôm đó, họ có hát bài hát này. Lúc nghe xong, có một chính trị viên đã huých tay, nói nhỏ với người đồng chí bên cạnh: "Tay Phạm Tuyên này trông thế mà rõ có vấn đề tư tưởng. Đời người có bao nhiêu mùa xuân, thế mà lão lại viết Đảng chỉ cho ta có một mùa xuân!?". Câu chuyện chưa được xác thực nhưng là câu chuyện cười phổ biến xoay quanh bài hát cũng như vấn đề về cái tên của bài.